# ユニバーサルドラッグ
ユニバーサルドラッグ株式会社（英文社名：Universal Drugstore Co.,Ltd. ）は、東京都北区に本社を置き、東京都内を中心にドラッグストア「ユニバーサルドラッグ」をチェーン展開する企業。
独立系のローカルチェーンで、日本チェーンドラッグストア協会の会員である。

## 概要
1984年11月に東京都足立区栗原で創業、1986年6月に法人化。2005年8月に本社を東京都足立区綾瀬から、東京都北区中里（現在地）へ移転した。
東京都区内を中心に、地域密着を掲げて調剤併設型ドラッグストアの店舗網を展開する。ロゴマークや店舗看板は緑色（ビリジアン）を基調としている。

## 沿革
- 1984年11月 - 東京都足立区栗原に五十嵐敏明が個人創業。
- 1986年6月 - 有限会社ユニバーサルドラッグを設立して法人化。
- 1995年10月 - ユニバーサルドラッグ株式会社へ組織変更。
- 2002年11月 - 創業者の五十嵐敏明が代表取締役会長に就任、篠田一が代表取締役社長に就任。
- 2005年8月 - 本社を東京都足立区綾瀬から、東京都北区中里へ移転。
- 2015年8月 - 川口弥平店を閉店。
- 2024年
  - 3月28日 - 浅草六区店をリニューアル[2]。
  - 4月1日 - 公式ウェブサイトをリニューアル[2]。
  - 4月23日 - 立花店をリニューアル[2]。
  - 7月17日 - 立花店内に調剤薬局「立花調剤店」を開設[2]。
- 2025年
  - 2月2日 - 西瑞江店を閉店[2]。
  - 3月21日 - 王子駅北口店を開店[2]。

## 店舗
現行店舗の詳細は、公式サイト内「店舗一覧」を参照。
2024年3月現在、20店舗を出店する。出店地域は東京都と埼玉県。
東京都の店舗はいずれも23区内で、創業地の足立区、現本社所在地の北区をはじめ、豊島区、葛飾区、江戸川区、板橋区、杉並区、文京区、墨田区、品川区、台東区、中野区に出店している。
埼玉県内の店舗は少数で、草加市に「草加瀬崎店」を出店している。かつては川口市にも「川口弥平店」があったが、2015年8月に閉店した。